# 那夜的妻子
《那夜的妻子》（日文：その夜の妻）是小津安二郎於1930年所拍攝的電影，原作是奧斯卡·希斯科（Oscar Schisgall）的《從九時到九時》（九時から九時まで）。這篇翻譯小說在同年刊載在《新青年》雜誌，當時松竹的廠長城戶四郎看到後認為可以拍成電影，便由編劇野田高梧改編劇本。野田為了增加戲劇性，把原來有一星期之長的故事，改為一夜之間發生的事。這部片子除了女主角身上穿的和服以外，其他佈景、道具，都非常洋化，而拍攝的手法也仿美國電影，因此全劇看起來頗像一部西洋電影。黑白默片，66分鐘。

## 工作人員名單
原著：奧斯卡希斯科（Oscar Schisgall）《從九時到九時》（九時から九時まで）

編劇：野田高梧

攝影：茂原英雄

美術：脇田世根一

剪接：茂原英雄

燈光：山本繁、中島利光

## 演員名單
橋爪周二：岡田時彥飾

橋爪真由美：八雲惠美子飾

橋爪道子：市村美津子飾

香川刑事：山本冬鄉飾

須田醫師：齋藤達雄飾

警官：笠智眾飾

## 劇情內容
橋爪周二是個窮畫家，女兒道子染上重病，正值生死交關之際，卻沒錢看病，周二遂挺而走險搶錢，與警察們發生追逐。好不容易到家，卻被香川刑事尾隨而來。其妻真由美為了保護丈夫以及避免女兒受到驚嚇，智奪警槍，兩方僵持一夜。最後香川仍奪回警槍，見到橋爪一家三口親情，也不想逮捕周二了。而醫生前來，告知道子已經脫離險境，將逐漸好轉。周二安心後，決定接受法律制裁，與香川一同離去。

## 外部連結
- （英文）互联网电影数据库（IMDb）上《那夜的妻子》的资料（英文）
- （日語）《那夜的妻子 （页面存档备份，存于）》在日本電影資料庫 （页面存档备份，存于）（JMDb）